# القنب الهندي في النمسا

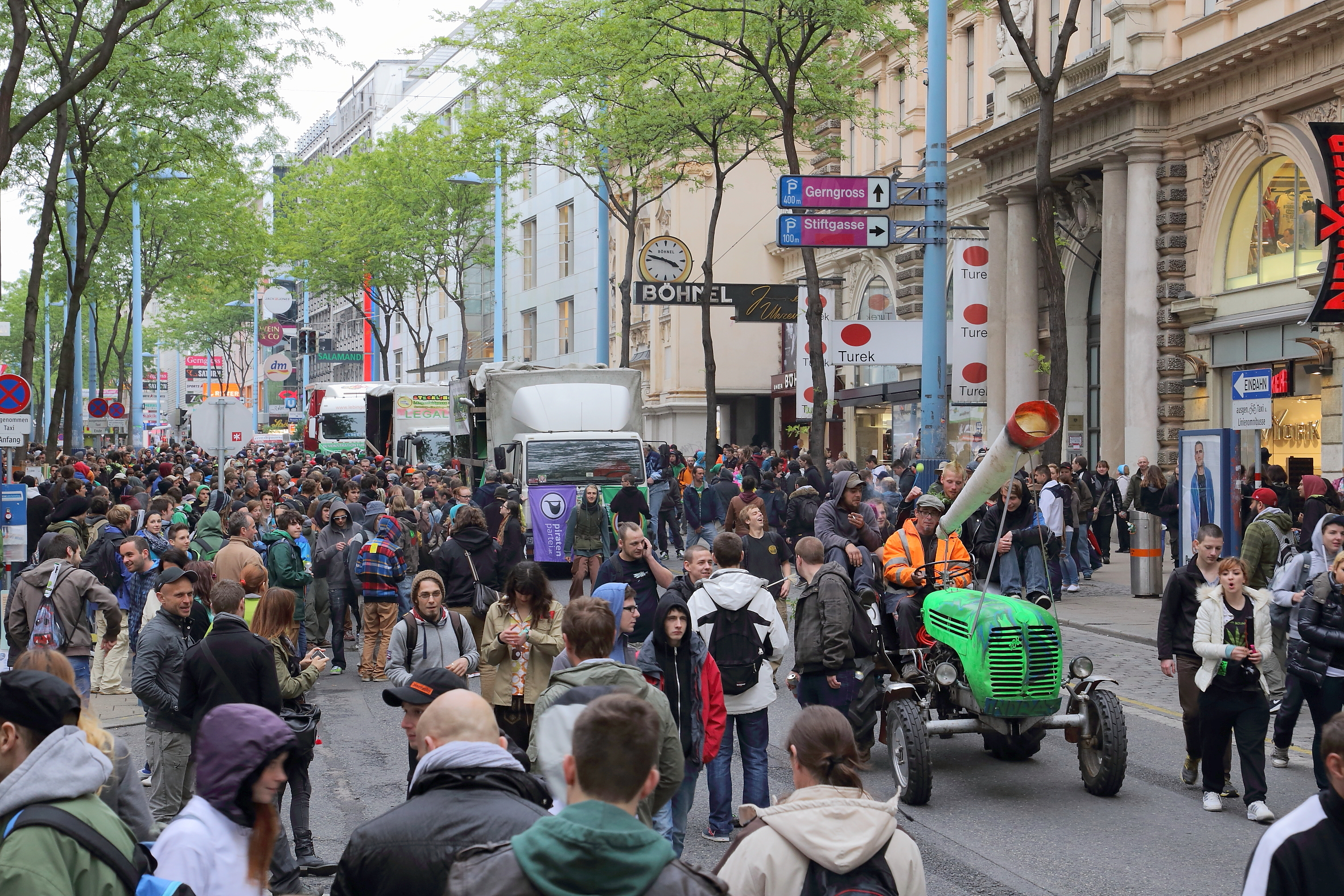

القنب في النمسا قانوني للاستخدام العلمي والطبي، ولكنه غير قانوني للاستخدام الترفيهي. تم تجريم حيازة كميات صغيرة للاستخدام الشخصي في عام 2016. بيع بذور ونبات القنب أمر قانوني.

## القنب الهندي الطبي
في 9 يوليو 2008, وافق البرلمان النمساوي على زراعة القنب للاستخدامات العلمية والطبية. يتم التحكم في زراعة القنب من قبل الوكالة النمساوية للصحة وسلامة الأغذية (Österreichische Agentur für Gesundheit und Ernährungssicherheit AGES).

## عدم التجريم
في 1 يناير 2016، دخلت اللوائح الجديدة حيز التنفيذ في النمسا والتي ألغت العقوبات الجنائية للحيازة الشخصية للقنب الهندي.

## القانون والوضع
كل من Δ9-THC والمستحضرات الصيدلانية التي تحتوي على Δ9-THC مدرجة في المرفق الرابع من مرسوم المخدرات النمساوي (Suchtgiftverordnung). يتم تصنيع المستحضرات التكميلية بناءً على وصفة طبية وفقًا لمتطلبات Neue Rezeptur-Formularium الألمانية.